# Parc Nacional del Delta del Saloum
El Parc Natural del Delta del Saloum (PNDS) és un dels sis parcs nacionals del Senegal, el segon després del de Niokolo-Koba, amb una superfície de 76.000 hectàrees. El delta ha estat inscrit a la llista del Patrimoni de la Humanitat de la UNESCO des del 2011.

## Localització
Està situat a l'oest del país, la zona costanera al nord de Gàmbia i ocupa una part important del Delta del Sine-Saloum, un laberint de manglars.

## Història
La reserva va ser establert com a parc nacional pel Decret N º 76-577 de 28 de maig de 1976. Va ser reconegut com a Reserva de la Biosfera el 1980 i classificat com un lloc Ramsar el 1984.
L'aplicació de tot el delta a la seva inclusió en la Llista del Patrimoni Mundial va ser presentat a la UNESCO el 18 de novembre de 2005.